# マップドメッシュ

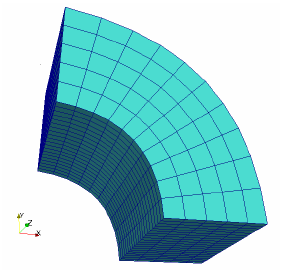
マップドメッシュの例（solid）

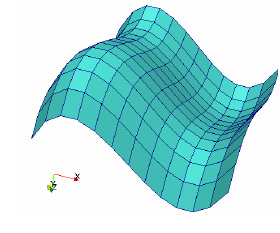
マップドメッシュの例（surface）

マップドメッシュ（mapped mesh）は、主に数値解析で使用されるメッシュ生成法の一つで、構造格子を生成する方法である。作成方法の一つとして、有限要素法の形状関数を使用して作成することができる。

## 概要
マップドメッシュは直方体や長方形とトポロジーが同じ形状に適用することができる。3次元モデルでは、縦、横、奥行きの各方向に対する分割数を入れてメッシュを作成する手法が用いられる。
流体解析に対しては、一般にメッシュの方向が流れの方向と一致しているときに数値拡散が少なく、計算精度が高くなる。マップドメッシュを使うとそのようなメッシュ構成にすることが可能となるため、できる限りマップドメッシュを使うほうが良いとされる。また、四面体などを用いる非構造格子と比べて、同じサイズであればメッシュの数を少なくすることができることも長所である。ただし、複雑形状へのマップドメッシュの適用には制限が多く、マップドメッシュでは生成できないことも多い。

## 節点の粗密
構造解析や流体解析で、マップドメッシュを作成する際に節点数の増加抑止と精度向上（精度を高くしたい時には細かく）の関連から、メッシュの粗密（グラデーション）が必要なことがある。たとえば流体解析の場合は、境界層を解像するため固体表面付近を細かくする。粗密をつけるアルゴリズムの一つとして、指数関数的節点位置計算手法がある。
今、長さl の線分が与えられ、その線分上にn 個の粗密をつけた節点を配置することを考える。始点からi 番目の節点位置pi は次式で表される。
{\displaystyle p_{i}={\frac {a^{i}-1}{a^{n-1}-1}}\ l\quad (i=0,\dots ,n-1)}
ただし、a は隣り合う接点間隔の比である。
たとえば、長さl = 10の線分上にn = 6点の節点を配置する場合には、以下の計算結果となる。

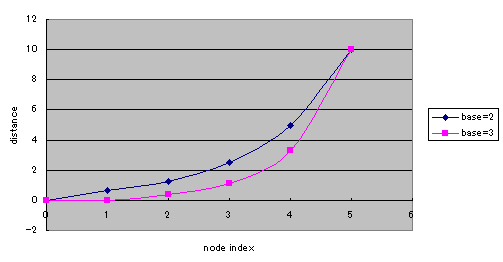
距離の算出例)底が2と底が3の場合について、計算されている。